# اچ‌ام‌اس گلاستر (۱۷۴۵)
اچ‌ام‌اس گلاستر (۱۷۴۵) (به انگلیسی: HMS Gloucester (1745)) یک کشتی بود که طول آن ۱۴۰ فوت (۴۲٫۷ متر) بود. این کشتی در سال ۱۷۴۵ ساخته شد.